# Доленя Брезовиця (Брезовиця)
Доленя Брезовиця (словен. Dolenja Brezovica) — поселення в общині Брезовиця, Осреднєсловенський регіон, Словенія. Висота над рівнем моря: 369,9 м.